# SWEET 19 BLUES
《SWEET 19 BLUES》（甜蜜19歲的藍調）是日本女歌手安室奈美惠第二張專輯。於1996年7月22日發行。

## 簡介
- 於東芝EMI發行的《DANCE TRACKS VOL.1》後的第2張專輯，移籍至Avex trax後、小室哲哉製作的首張專輯。
- 《SWEET 19 BLUES》、《...soon nineteen》的標題是因為當時的安室快要踏入19歲，亦因此本作收錄了19首歌曲。
- 受安室的偶像珍妮·杰克逊的音樂影響，本作具濃厚黑人音樂色彩。而於專輯中加上多首短間奏曲的則是仿傚珍妮的做法。
- 《Don't wanna cry》的B面歌《present》收錄於本作，並新增填上了歌詞。填詞人前田高廣稱這歌曲的續篇為《present2》。
- 當時的安室的人氣產生了社會現象，與安室打扮、服飾相似的女性都被稱為「Amura」，為當年的流行語。而其後亦因此衍生出Kahara、Hamada等暱稱。
- 銷量每突破100萬，便更改專輯封面，引起話題。（共4種封面）
- 同名曲《SWEET 19 BLUES》於翌月作重發單曲，當中的B面歌《Joy》則是本作的間奏曲《Interlude～Joy》的全曲。
- 初動銷量近二百萬張，累積銷量超過三百萬張，為當時初動及女性個人歌手累積銷量最高記錄。
- 《watch you step!!》、《motion》、《LET'S DO THE MOTION》及《...soon nineteen》四曲製作時使用了NTT音像定位技術，使用耳機收聽時會有立體效果。
- 累計出貨量370萬張。

## 主要記錄
- 登場8週後三百萬銷售達成。
- Oricon1996年年間專輯銷量2位。
- Oricon1996年年間個人歌手專輯銷量1位。
- 日本歷代專輯銷量13位[1]。

## 收錄曲
1. watch your step!!
2. motion
3. LET'S DO THE MOTION
4. PRIVATE
5. Interlude～Ocean way
6. Don't wanna cry [Eighteen's Summer Mix]
7. Rainy DANCE
8. Chase the Chance [CC Mix]
9. Interlude～Joy
10. I'LL JUMP
11. Interlude～Scratch Voices
12. i was a fool
13. present
14. Interlude～Don't wanna cry Shymphonic Style
15. You're my sunshine [Hollywood Mix]
16. Body Feels EXIT [Latin House Mix]
17. '77～
18. SWEET 19 BLUES
19. ...soon nineteen

## 單曲銷量
| 日期           | 歌曲                       | 最高排名 | 上榜週數 | 銷量      |
| -------------- | -------------------------- | -------- | -------- | --------- |
| 1995年10月25日 | Body Feels EXIT            | #3       | 19       | 881,640   |
| 1995年12月4日  | Chase the Chance           | #1       | 20       | 1,361,710 |
| 1996年3月13日  | Don't wanna cry            | #1       | 22       | 1,389,700 |
| 1996年6月5日   | You're my sunshine         | #1       | 12       | 1,098,520 |
| 1996年8月21日  | SWEET 19 BLUES（重發單曲） | #2       | 13       | 452,890   |

## 外部連結
- 作詞者：前田高廣的「present 2」Comments Page（页面存档备份，存于）
- 作詞者：前田高廣的「Rainy DANCE」Comments Page（页面存档备份，存于）
- 作詞者：前田高廣的「LET'S DO THE MOTION」Comments Page（页面存档备份，存于）
- 作詞者：前田高廣的「i was a fool」Comments Page（页面存档备份，存于）
- 作詞者：前田高廣的「PRIVATE」Comments Page（页面存档备份，存于）

## 備註
1. ↑  .   [2012-01-21]. （原始内容存档于2012-01-03）.